# 누누 멘드스
누누 알레샨드르 타바르스 멘드스(포르투갈어: Nuno Alexandre Tavares Mendes, 2002년 6월 19일 ~ )는 포르투갈의 축구 선수로 포지션은 레프트백이다. 현재 프랑스 리그 1의 파리 생제르맹에서 활약하고 있다.

## 어린 시절
앙골라 출신으로 리스본 지역 신트라에서 태어난 멘드스는 9세에 축구를 시작했고, 자라면서 그는 크리스티아누 호날두, 리오넬 메시, 알라바, 마르셀로를 우상으로 삼았다, 그는 학교 선생님의 눈에 띄었고, 그는 멘드스를 리스본 외곽에 있는 지역 클럽에 뛰도록 초대해줬다. 그는 빠르게 눈에 띄었고 이후 벤피카, 포르투, 스포르팅 CP의 눈길을 사로잡았고 10세의 나이에 스포르팅 CP의 유스팀에 합류했다.
스포르팅 스카우트는 나중에 그에게 계약을 설득했고, 그는 14세에 스포르팅 아카데미로 이적하기 전까지 매일 밤 선생님과 함께 훈련하기 위해 왕복 2시간의 거리를 다니며 4년을 보냈다.
멘드스는 처음에는 공격형 미드필더로 활약하다가 왼쪽 풀백으로 전환했는데, 처음에는 이 포지션에서 어려움을 겪었었다.

## 구단 경력

### 스포르팅 CP
2월에 발생한 코로나 19로 인해 유소년 축구 시즌이 조기 종료되자 멘드스는 후벵 아모림 감독에 의해 1군에 소집된 소규모 유소년 선수 그룹 중 한 명이었다. 그는 2020년 6월 12일 홈 경기에서 72분 교체 선수로 프로 데뷔했다.
멘드스는 2020년, 18세의 나이로 주전 선수가 되었으며, 2002년 9월 크리스티아누 호날두 이후 구단의 주전 선발 명단에 오른 최연소 선수가 되었다. 그는 팀의 마지막 7경기 중 6경기를 선발로 나섰다. 그는 같은 해 10월 4일 포르티모넨세를 상대로 2-0 원정 승리를 거둔 경기에서 첫 번째 골을 기록했다.
멘드스는 2020년 12월 19일 계약 연장에 동의하여 바이아웃 조항을 4,500만 유로에서 7,000만 유로로 늘렸다. 그는 29경기에 출전했으며 올해의 팀에도 선정되었다.

### 파리 생제르맹
2021년 8월 31일, 멘드스는 완전 영입 옵션이 포함된 한 시즌 임대 계약을 통해 파리 생제르맹에 합류했다. 그는 9월 11일에 리그 1 데뷔전을 치렀고, 클레르몽을 4-0으로 이긴 경기에서 85분에 교체로 출전했다. 그는 4일 후 UEFA 챔피언스리그 첫 경기에 출전해 75분 만에 압두 디알로와 교체되어 조별 예선에서 클럽 브뤼헤와 1-1 무승부를 기록했다. 그는 해당 경기에서 큰 인상을 남겼다. 그는 그 달 말 리옹을 상대로 2-1 승리를 거둔 경기에 첫 선발 출전으로 나서게 되었다. 그는 PSG에서 27경기 (18선발)에 출전해 리그 10번째 우승을 차지하도록 도왔고, 이후 올해의 영플레이어상 후보에 올랐으며, 팀 동료 2명과 함께 올해의 팀에 선정되었다.
2022년 5월 31일 멘데스의 €38M 바이아웃 조항이 발동되었고 그는 4년 계약을 체결했다. 그는 9월 3일 낭트와의 원정 경기에서 첫 공식 골을 넣어 팀의 3-0 승리를 도왔다. 시즌 동안 그는 팀의 11번째 우승을 획득하는 데 핵심적인 기여를 했으며, 올해의 영플레이어상을 수상하고 그 과정에서 올해의 팀에도 포함되었다.

## 국가대표 경력
16세 이하 대표팀 및 U-17, U-18, U-19 대표팀을 거쳤다.2020년 9월 4일 키프로스에서 열린 2021 UEFA 유럽 선수권 예선 경기에서 4-0으로 승리하며 21세 이하 포르투갈 대표팀 소속으로 첫 출전했다.
6개월 후, 멘드스는 아제르바이잔, 룩셈부르크, 세르비아와의 2022년 FIFA 월드컵 예선 경기를 위해 A대표팀에 소집되었고, 이후 결승전에 출전하기 위해 21세 이하 대표팀에서 제외되었다. 그는 2021년 3월 24일 아제르바이잔을 상대로 데뷔하여 1-0 승리를 거두었다.
멘드스는 UEFA 유로 2020에 선발되었다. 하지만 부상으로 인해 한 경기도 출전하지 못한 채 대회를 마무리했다.
2022년 11월, 멘데스는 카타르 월드컵 최종 명단에 이름을 올렸다. 그는 우루과이와의 조별리그 2차전에서 전반전 허벅지 부상을 당한 뒤 남은 경기에 출전하지 못했다.

## 플레이 스타일
주로 공격 능력, 속도 및 기술적인 부분에서 강점을 보이며 왼쪽 풀백 또는 윙백으로 활약하여 역습 중 찬스를 만들어내는 능력을 지녔다. 드리블 외에도 타이트한 마크 능력과, 공간을 열어주든 뛰어난 크로스 능력
을 지녔고 피지컬도 뛰어나 속도나 힘을 활용한 플레이를 자주 보여준다. 또한 공격을 예측하고 패스 앞에서 커팅하고 공을 되찾는 능력 또한 우수하다고 평가 받는다.
그러나 멘드스의 수비적인 측면은 전문가들에 의해 자주 지적 받으며, 골문 앞에서 그의 판단, 포지셔닝 및 등의 개선이 자주 언급된다.

## 출전 통계
| 클럽          | 시즌    | 출전 | 득점 |
| ------------- | ------- | ---- | ---- |
| 스포르팅      | 2019-20 | 9    | 0    |
| 스포르팅      | 2020-21 | 35   | 1    |
| 스포르팅      | 2021-22 | 3    | 0    |
| 파리 생제르맹 | 2021-22 | 37   | 0    |
| 파리 생제르맹 | 2022-23 | 32   | 2    |
| 파리 생제르맹 | 2023-24 | 14   | 1    |
| 파리 생제르맹 | 2024-25 | 53   | 5    |

## 수상

#### 스포르팅
- 프리메이라리가 : 2020-21
- 타사 다 리가 : 2020-21
- 수페르타사 칸디두 데 올리베이라 : 2021

#### 파리 생제르맹
- 리그 1 : 2021–22, 2022–23, 2023–24, 2024–25
- 쿠프 드 프랑스 : 2023–24, 2024–25
- 트로페 데 샹피옹 : 2022, 2024
- UEFA 챔피언스리그 : 2024-25

### 개인
- 프리메이라리가 시즌의 팀 : 2020-21
- 리그 1 올해의 영플레이어 : 2022-23
- 리그 1 올해의 팀 : 2021–22, 2022–23, 2024–25
- UEFA 챔피언스리그 시즌의 팀 : 2024-25
- UEFA 네이션스리그 파이널 MVP : 2025
- FIFA 클럽 월드컵 대회의 팀 : 2025